# Родинна справа
Родинна справа це комерційна організація у якій ухвалення рішень визначається кількома поколіннями родини, пов'язаної кровною спорідненістю або шлюбом або усиновленням, яка має як здатність впливати на бачення бізнесу, так і готовність використовувати цю здатність для досягнення відмінних цілей. Вони тісно ототожнюються з фірмою через лідерство або право власності. Підприємницькі фірми-власники та менеджери не вважаються сімейними підприємствами, оскільки їм не вистачає багатопоколільного виміру та сімейного впливу, які створюють унікальну динаміку та відносини сімейного бізнесу.